# Братков, Николай Михайлович
 Николай Михайлович Братков (29 октября 1929 года — 31 мая 2002 года) — советский передовик производства, бригадир экскаваторщиков машиностроительной конторы «Ставропольстрой» Министерства мелиорации и водного хозяйства РСФСР, город Черкесск Карачаево-Черкесской автономной области, Ставропольский край. Герой Социалистического Труда (23.06.1966).

## Биография
Родился 29 октября 1929 года в станице Барсуковская ныне Кочубеевского района Ставропольского края. Корни имел казачьи. Его дед полковник Братков Иван Николаевич кавалер орденов Святой Анны 2-й степени, Святого Станислава 2-й степени, персидского ордена «Льва и Солнца» со звездою 2-й степени и др.
С 1947 года начал работать на строительстве Невинномысского канала. Служил в Советской Армии.
После увольнения из Вооруженных Сил с 1953 года работал машинистом бульдозера и бригадиром экскаваторщиков машиностроительной конторы «Ставропольстрой» на строительстве Право-Егорлыкского и Большого Ставропольского каналов, которая с 1959 года базировалась в городе Черкесск Карачаево-Черкесской автономной области Ставропольского края (ныне – Карачаево-Черкесской Республики). Активный изобретатель, рационализатор и наставник молодёжи.
Указом Президиума Верховного Совета СССР от 23 июня 1966 года за успехи, достигнутые в увеличении производства и заготовок пшеницы, ржи, гречихи, риса, других зерновых и кормовых культур и высокопроизводительном использовании техники, Браткову Николаю Михайловичу присвоено звание Героя Социалистического Труда с вручением ордена Ленина и золотой медали «Серп и Молот».
Депутат Верховного Совета СССР 7-го созыва (1966-1970). Избирался народным заседателем Верховного Суда РСФСР.
Когда силы стали оставлять его, он перешёл на работу в мастерские ПМК, где весьма часто именно подсказанное им решение решало сложную производственную ситуацию.
Последние годы до пенсии Н. Братков работал шофёром треста «Карачаево-Черкесскводстрой, несколько раз избирался народным заседателем Верховного суда РСФСР.
В дальнейшем продолжал трудиться на прежнем месте, после чего вышел на заслуженный отдых.
Жил в Черкесске. Умер 31 мая 2002 года.

## Награды
- Золотая медаль «Серп и Молот» (23.06.1966)
- Орден Ленина (23.06.1966)
- Медаль «В ознаменование 100-летия со дня рождения Владимира Ильича Ленина» (6 апреля 1970)
- Медаль «За трудовую доблесть»
- Медаль «Ветеран труда»
- медалями ВДНХ СССР:

## Память
- На могиле установлен надгробный памятник.
- В передвижной механизированной колонне № 16 учрежден приз имени Г. Ф. Бормотова, которым ежегодно награждаются лучшие строители-мелиораторы[1].